# شهرستان بانبار
شهرستان بانبار (به لاتین: Banbar County) یک منطقهٔ مسکونی در چین است که در چامدو واقع شده‌است.